# Yves-Marie Labé
Yves-Marie Labé (Nantes, 21 de julho de 1954 – Paris, 31 de dezembro de 2010) foi um jornalista francês que trabalhou no Le Monde.